# Villa Lemmi
Villa Lemmi già Tornabuoni, si trova a Firenze, in via Taddeo Alderotti nº56.

## Storia
Il nucleo originario della villa viene fatto risalire a un piccolo complesso fortificato con torre databile addirittura al IX secolo, avamposto fiorentino per la difesa del territorio. In epoca comunale l'edificio, chiamato Chiasso Macerelli, venne restaurato e ampliato, dotandolo degli spazi necessari per dirigere l'attività agricola nei terreni circostanti.

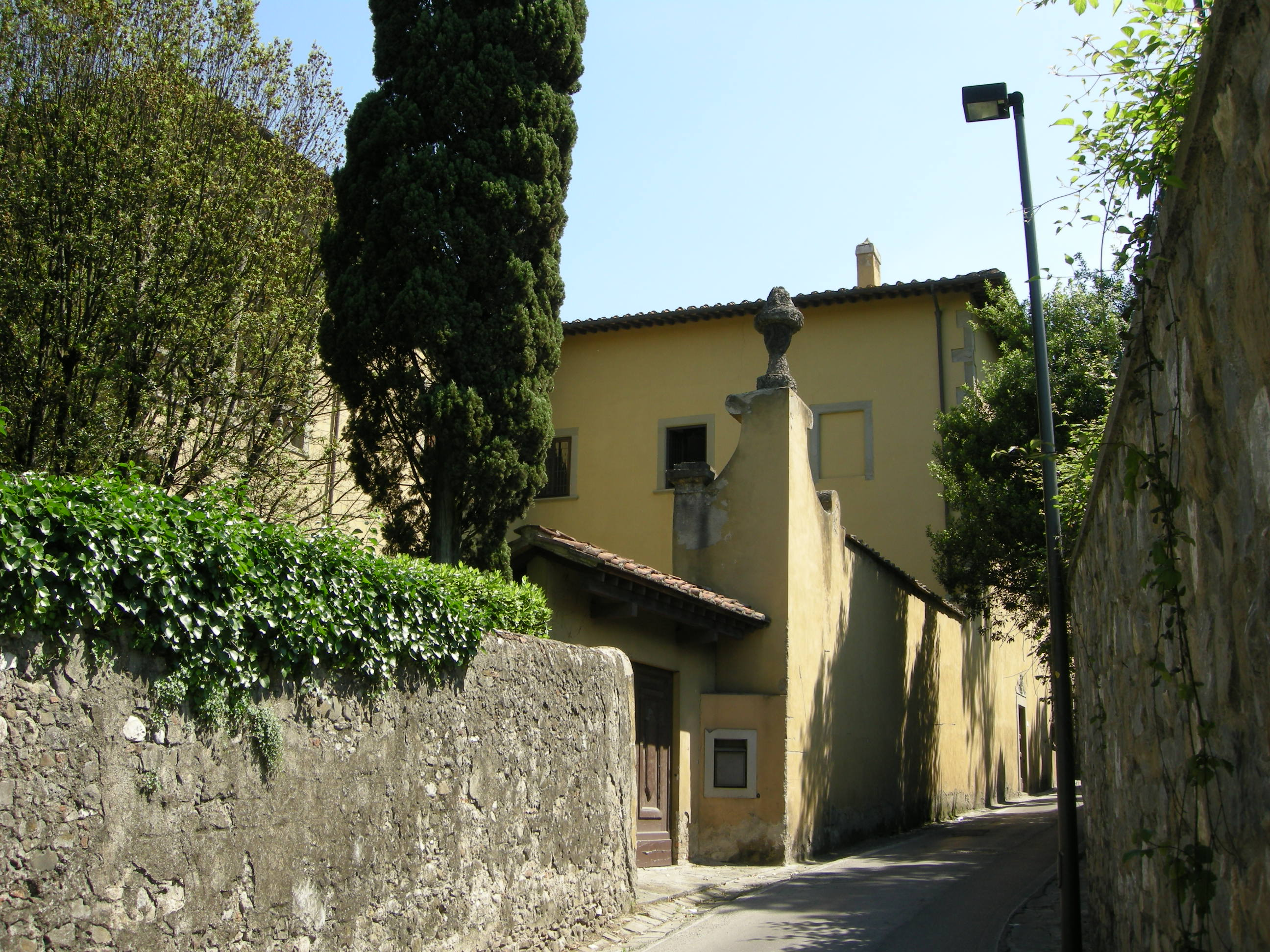
Retro

Nel Quattrocento l'edificio, che apparteneva all'epoca ai Da Galliano, viene aggiornato alle esigenze di residenza campestre da signore, come iniziava ad essere allora in voga. Fu chiamato Michelozzo, architetto di Cosimo de' Medici, che creò un nuovo grande corpo di fabbrica con una nuova facciata addossato alla parte antica, che diede all'insieme una forma pressoché cubica con al centro un cortile.
Passata ai Tornabuoni nel 1469, vi lavorò Sandro Botticelli verso il 1486, creando nella loggia due grandi affreschi che oggi si trovano al Louvre. Essi celebravano il matrimonio tra Lorenzo Tornabuoni e Giovanna di Maso degli Albizzi, officiato il 15 giugno 1486. Il tema delle opere era strettamente legato alla filosofia dell'Accademia neoplatonica, a cui i Tornabuoni, in ottimi rapporti coi Medici, erano soliti partecipare. Nello stesso periodo la cappella venne affrescata da Domenico Ghirlandaio, come testimonia il Vasari, con una decorazione oggi perduta. Dopo il 1541 passò ad altri proprietari.
Gli affreschi botticelliani, già scialbati, vennero riscoperti nel 1863 dagli allora proprietari Lemmi in condizioni di conservazione non ottimali. Staccati e trasportati su tela, furono messi in vendita sul mercato antiquario e pervennero al Louvre nel 1882.
Nel 1953 l'INAIL acquistò la villa e i terreni circostanti, dove venne realizzato il centro traumatologico ortopedico di Firenze, mentre la villa, dopo lavori di restauro, venne destinata a foresteria. Dal 1987 ospita il centro per la formazione dell'INAIL.

## Descrizione

Venere e le tre Grazie offrono doni a una giovane, Louvre

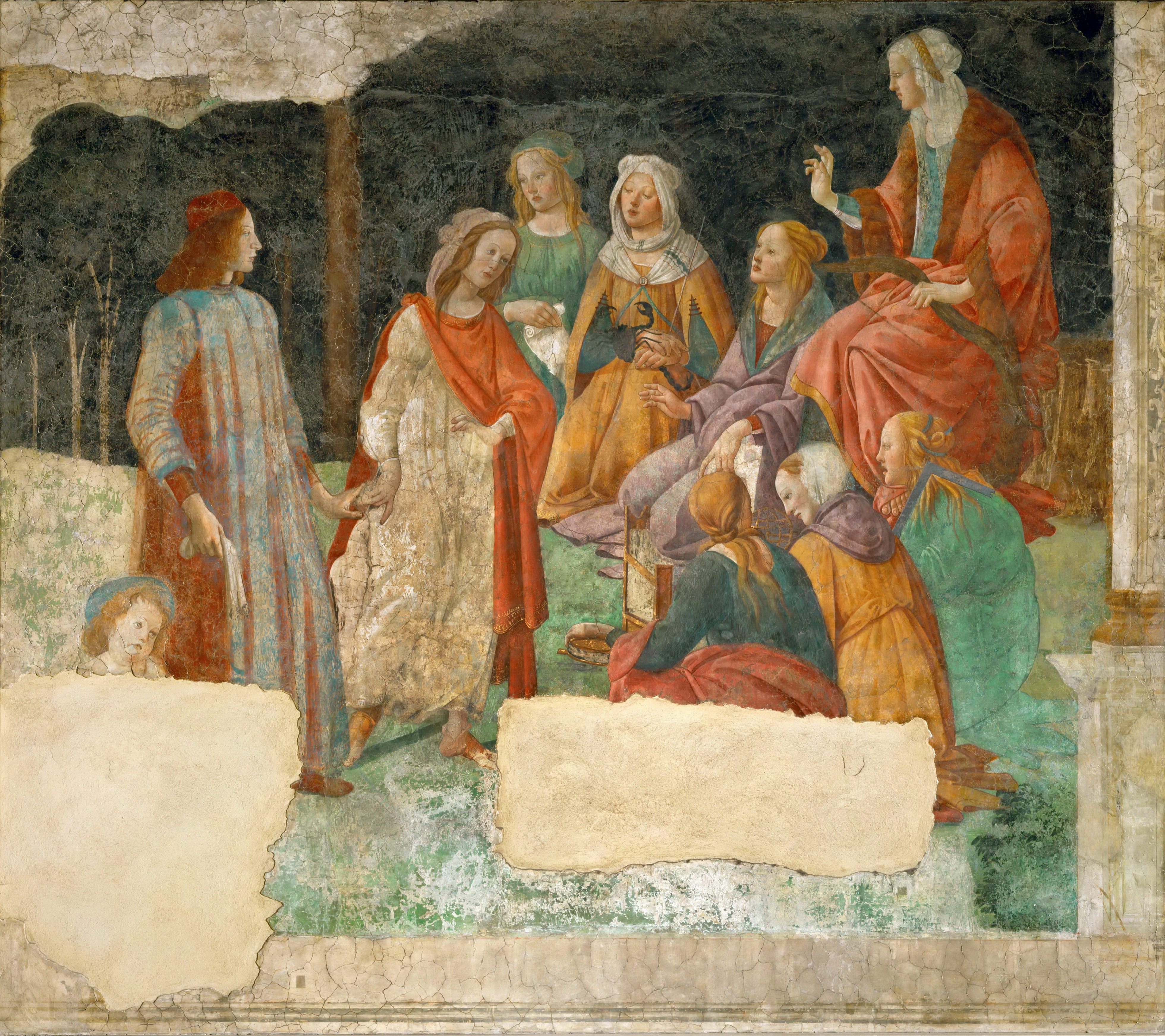
Giovane introdotto tra le Arti Liberali, Louvre

La villa è composta da un corpo principale a cui sono stati aggiunti vari fabbricati nei secoli, creando un insieme disomogeneo ma che testimonia l'antichità della struttura. Il baricentro è rappresentato dal cortile, attribuito a Michelozzo, in cui si trova un pozzo.
Numerose sono le sale monumentali, tra cui spicca quella con affreschi trecenteschi al piano terra, con una ricca descrizione di specie vegetali (meli, peri, melograni e fichi) e animali. Nella loggia di Botticelli gli antichi affreschi sono oggi sostituiti da riproduzioni. Resta però un brano originale, in cui si vede la parte inferiore di un affresco con un uomo vestito con l'abito rosso da Gonfaloniere di Giustizia, forse Giovanni o Niccolò Tornabuoni, con una fanciulla accanto, sullo sfondo del paesaggio collinare di Careggi con il fiume Terzolle, che anticamente passava accanto alla villa.